# Moiyabana
Moiyabana è un villaggio del Botswana situato nel distretto Centrale, sottodistretto di Serowe Palapye. Il villaggio, secondo il censimento del 2011, conta 3.571 abitanti.

## Località
Nel territorio del villaggio sono presenti le seguenti 150 località:
- Alaphate/Tshwelakhumma di 10 abitanti,
- Anna-oo di 5 abitanti,
- Aunaxhae di 5 abitanti,
- Badinao di 5 abitanti,
- Bobothakgama di 42 abitanti,
- Bojaphofu,
- Bosootwane di 14 abitanti,
- Bosotswane,
- Boswelaphofu di 18 abitanti,
- Botswiri di 22 abitanti,
- Boyong di 34 abitanti,
- Chawaa di 11 abitanti,
- Chibajena di 17 abitanti,
- Dalas Camp di 5 abitanti,
- Daujena di 29 abitanti,
- Daukhubi di 14 abitanti,
- Denedara di 20 abitanti,
- Dibegotso di 7 abitanti,
- Didibana di 19 abitanti,
- Dinakedi di 6 abitanti,
- Dinare Ranch di 7 abitanti,
- Ditshukudu di 15 abitanti,
- Dugoo di 9 abitanti,
- Ebikhoo di 5 abitanti,
- Gabazaee di 15 abitanti,
- Gadie di 17 abitanti,
- Gaenatiro di 2 abitanti,
- Gainau di 1 abitante,
- Gamogore di 1 abitante,
- Gaube,
- Gauga di 9 abitanti,
- Ghabee-Ah di 8 abitanti,
- Ghabee-Ah,
- Ghae-Tshoonyee di 16 abitanti,
- Ghexabe di 3 abitanti,
- Gobadwe di 1 abitante,
- Godwee,
- Goena di 1 abitante,
- Gogoba di 4 abitanti,
- Gomtara,
- Gooxoo,
- Gunuwe di 17 abitanti,
- Gwabakwe di 22 abitanti,
- Hukutswe di 17 abitanti,
- Kaape di 19 abitanti,
- Karatsia di 13 abitanti,
- Kedikilwe di 40 abitanti,
- Kedinyana di 2 abitanti,
- Kelele di 8 abitanti,
- Kgamaa,
- Kgetsiyathutlwa di 17 abitanti,
- Kgobotwane,
- Kgookgoo Ranch di 17 abitanti,
- Khamaxa,
- Khamaxa di 11 abitanti,
- Koiga di 6 abitanti,
- Korakora di 11 abitanti,
- Kwaleta di 6 abitanti,
- Kwiti di 12 abitanti,
- Letsomo di 11 abitanti,
- Machoama di 5 abitanti,
- Madanago di 7 abitanti,
- Madu di 4 abitanti,
- Magamela,
- Malaakhakhe di 18 abitanti,
- Malaika di 5 abitanti,
- Mamolathwa di 23 abitanti,
- Mangana-a-Ditau di 16 abitanti,
- Manganyane/Mogolori di 20 abitanti,
- Maokabi,
- Marago-a-Thipa di 51 abitanti,
- Marulamantsi,
- Marwarwe,
- Matopi,
- Matshoswane di 6 abitanti,
- Maxwi di 6 abitanti,
- Mbouwe di 14 abitanti,
- Mhate,
- Mmamasogo di 11 abitanti,
- Mmamokgotshe di 28 abitanti,
- Mmapabane di 61 abitanti,
- Mogamasiti di 9 abitanti,
- Mogojwana di 12 abitanti,
- Moipolai di 47 abitanti,
- Moleejane di 16 abitanti,
- Molelwane di 4 abitanti,
- Molowane di 67 abitanti,
- Monyelenyele di 3 abitanti,
- Morakhwe di 12 abitanti,
- Moriri di 3 abitanti,
- Morukutshane di 6 abitanti,
- Mosalala di 3 abitanti,
- Moselesejana di 15 abitanti,
- Nakalakgama di 17 abitanti,
- Ntole di 4 abitanti,
- Nxabe di 2 abitanti,
- Nxabe 2 di 3 abitanti,
- Nxuago,
- Nyamakatse di 8 abitanti,
- Nyinichidu di 10 abitanti,
- Phage di 13 abitanti,
- Phapha di 2 abitanti,
- Pidimane di 18 abitanti,
- Piditxana di 4 abitanti,
- Pulenyane di 5 abitanti,
- Rakgankunu di 12 abitanti,
- Rakgonkwane di 9 abitanti,
- Ramolatsana di 6 abitanti,
- Sekgete di 2 abitanti,
- Selelo sa Ngwana di 26 abitanti,
- Seporogwane di 7 abitanti,
- Seven di 3 abitanti,
- Shangami,
- Shaoga di 18 abitanti,
- Swagadi di 9 abitanti,
- Thame di 33 abitanti,
- Theme/ Mojalapeo di 39 abitanti,
- Thobadine,
- Thwalethwale di 8 abitanti,
- Tidimalo di 8 abitanti,
- Tlhobaladinawa di 19 abitanti,
- Toatibi di 3 abitanti,
- Tshupeng di 10 abitanti,
- Tsitle,
- Tsuje,
- Tutu di 6 abitanti,
- Xaboo di 10 abitanti,
- Xainju di 2 abitanti,
- Xanajuu di 8 abitanti,
- Xexeka di 4 abitanti,
- Xhadutsha di 8 abitanti,
- Xhagmtsha di 9 abitanti,
- Xhaixhau,
- Xhakadie di 9 abitanti,
- Xhakao di 26 abitanti,
- Xhamaghoo di 3 abitanti,
- Xhamakaxhoo di 13 abitanti,
- Xhamaxhao,
- Xhanxa di 5 abitanti,
- Xharae di 3 abitanti,
- Xharobeng Ranch di 27 abitanti,
- Xhobaxhoba di 1 abitante,
- Xhogomokao,
- Xhooreng,
- Xhozeng di 19 abitanti,
- xumkwene di 4 abitanti,
- Xwie di 5 abitanti,
- Xxauga di 6 abitanti,
- Yena di 6 abitanti,
- Zobidao di 20 abitanti